# Комплекс „Оливети“
Комплексът „Оливети“ (на итал. Complesso Olivetti) е градски архитектурен комплекс, бивш централен офис на Оливети, разположен в град Ивреа, Пиемонт, Северна Италия. Първото ядро е построено през 1896 г. от Камило Оливети, а последващите разширения се дължат на неговия син Адриано Оливети, който призова архитекти като Луиджи Фиджини и Джино Полини. От 2001 г. е възможно да се посети Музея на открито на модерната архитектура на Ивреа, като се следва пешеходен маршрут през изключително архитектурно и градско наследство. На 1 юли 2018 г. Ивреа като индустриален град на 20 век, става част от Списъка на обектите на Световното културно и природно наследство на ЮНЕСКО.

## История

### Фабриката от червени тухли
По пътя, който води от град Ивреа до град Кастеламонте, Салвадор Бенедето Оливети оставя на сина си Камило Оливети малко земя, която се изкачва към Монте Навале, в началото на този път (тогава ул. „Кастеламонте“, а днес ул. „Джервис“), недалеч от ЖП гарата на Ивреа. Камило построява тук своята фабрика. През 1896 г.  се ражда компанията „Инж. Камило Оливети от Ивреа“. Арх. Матео Оливети, правнук на Камило, я описва в своята дипломна работа така: 
„Първата фабрика на Оливети е сграда от червени тухли и първоначалният замисъл е тя по-скоро да бъде научна лаборатория отколкото фабрика, но скоро след постигнатия успех тя се превръща в индустрия. Първият корпус на фабриката е проектиран лично от Камило Оливети през 1895 г. с проста правоъгълна форма и е разположен на два етажа, а към него има сграда, която трябва да служи за склад, всичките с плоски покриви. За изграждането на структурната част на проекта, таванското помещение и плоския покрив Камило потърси съвет от инж. Поркеду – негов приятел и съученик, който му бе разказал за отличните строителни възможности на стоманобетонната система Енбик, която самият той внасяше от Франция.
Компанията Поркеду бе единственият концесионер за продажбите на новата система Енбик за цяла Италия и първоначално разчиташе изцяло на компанията майка за изграждането на конструкциите. Всъщност първата построена сграда бе направена по статичните изчисления, извършени във Франция по проект на Камило, както е отбелязано в документите на компанията. Всички строителни материали за изграждането на статичните части също бяха внесени от Франция. Малко след това, през 1899 г., бе направено първото разширение на фабриката с добавяне на две странични сгради към централното тяло, също от стоманобетон Енбик и въз основа на чертежите на Камило, който по този повод се оплака на своя приятел, че на покрива има големи просмуквания на вода и го помоли да намери решение. Във втория доклад за изграждане на конструкциите има по-голяма независимост на компанията Поркеду от компанията майка.
Първият проект бе със скромни размери, защото трябваше да отговаря на скромните нужди на една научна лаборатория. Външният вид бе характерен за преиндустриалните сгради от края на 19 век, използваният архитектурен език бе доста трезв и солиден неосредновековен стил, който създава подчертано впечатление за стабилност и в същото време за простота. Външността не предлагаше нововъведения, но използването на системата Енбик бе истинската модерност, която очарова Камило, макар че е скрита зад външната облицовка от червени тухли, характерни за района на Долно Канавезе. Френският предприемач Франсоа Енбик (François Hennebique') имаше заслугата да изобрети първия тип модерна стоманобетонна греда.
Изградената в Ивреа структура е монолитна и в нея таванските помещения са оформени от оребрена плоча, подредена в две ортогонални посоки, което позволява равномерното разпределение на натоварванията върху вертикалните носещи конструкции, изградени от зидария. Тук таванското помещение е закотвено към зидарията чрез куки, потопени в бетон. Това прави възможно изграждането на сграда, в която натоварванията са добре разпределени по цялата повърхност. Друго предимство на стоманобетона е високата степен на негоримост, много важна за фабриките, често в риск от пожар. Фабриката от червени тухли представлява един от първите примери за стоманобетонни промишлени сгради, построени в Италия.“

### Разширенията на Фиджини и Полини
В началото на 1934 г. по поръчка на Адриано Оливети са направени нови разширения, които ясно се различават от предишните сгради по отношение на техния архитектурен стил. Новият проект е възложен на Луиджи Фиджини и Джино Полини – двама архитекти рационалисти.
- Първото разширение е направено между 1934 и 1936 г.
- Второто разширение датира от годините 1937-1939 г.
- Третото разширение, най-важното, между 1939 и 1940 г.

Първото разширение е направено следвайки логиката на производствената линия, като се изгражда голяма зала, естествено осветена от огромни прозорци.
С третото разширение е построена нова сграда с дължина 130 метра, изцяло покрита със стъклена стена. От този момент нататък Officine Olivetti се нарежда сред най-уместните примери за индустриална архитектура в Европа, предизвиквайки интересни коментари и позиции в дебата за италианската и европейската архитектура  .

### Сграда на Центъра за обучение и опит
Известна още като Синята къща (Casa Blu), тъй като е покрита със сини плочки, сградата е проектирана от неаполитанския архитект Едуардо Витория. В началото на 50-те години се осъзнава необходимостта от отделяне на обект от цеховете за изследователския център. Строежът започва през 1954 г., а откриването е на следващата година.

### Сграда за социални услуги
Построена от Фиджини и Полини, сградата за социални услуги е построена между 1955 и 1959 г.

### Селище „Оливети“
През 1926 г. Камило Оливети построява първата група къщи за служители. Има шест еднофамилни къщи с малка частна градина.

### Талпония
Западният жилищен блок, известна като Талпония („Къртичина“), е сграда, построена между 1969 и 1975 г. и проектирана от архитектите Роберто Габети и Аймаро Изола. Построена на две нива с особен полукръгъл план, сградата има интересна връзка архитектура-природа, като жилищата са с лице към гората. Най-горното ниво е оформено като градинска тераса, която също подобрява топлоизолацията си и се пресича от пешеходна алея.

### Офис сграда и Нова офис сграда
Palazzo Uffici Olivetti е завършен през 1964 г. и отговаря на необходимостта от създаване на нов административен и представителен офис на компанията. Към оригиналната сграда по-късно се присъединява втора сграда, известна като Nuovo Palazzo Uffici Olivetti .